# Harmanda
Genre
Synonymes
- Harmandella Roewer, 1910
- Ischnobunus Roewer, 1955

Harmanda est un genre d'opilions eupnois de la famille des Sclerosomatidae.

## Distribution
Les espèces de ce genre se rencontrent en Asie du Sud et en Asie du Sud-Est.

## Liste des espèces
Selon World Catalogue of Opiliones (10/05/2021) :
- Harmanda aenescens (Roewer, 1911)
- Harmanda albipunctata (Roewer, 1915)
- Harmanda annulata Roewer, 1911
- Harmanda arunensis Martens, 1987
- Harmanda beroni Martens, 1987
- Harmanda corrugata Martens, 1987
- Harmanda elegantula (Roewer, 1955)
- Harmanda instructa Roewer, 1910
- Harmanda khumbua Martens, 1987
- Harmanda latephippiata Martens, 1987
- Harmanda lineata (Roewer, 1911)
- Harmanda medioimmicans Martens, 1987
- Harmanda nigrolineata Martens, 1987
- Harmanda periscopos Martens, 2018
- Harmanda trimaculata Suzuki, 1977
- Harmanda triseriata Roewer, 1923

## Publication originale
- Roewer, 1910 : « Revision der Opiliones Plagiostethi (= Opiliones Palpatores). I. Teil: Familie der Phalangiidae. (Subfamilien: Gagrellini, Liobunini, Leptobunini). » Abhandlungen aus dem Gebiete der Naturwissenschaften, herausgegeben vom Naturwissenschaftlichen Verein in Hamburg, vol. 19, p. 1–294.